# 안평초등학교
안평초등학교는 대한민국 경상북도 의성군 안평면 박곡리에 있는 공립 초등학교이다.

## 학교 연혁
- 1923년 5월 7일 안평공립보통학교 개교
- 1938년 4월 1일 안평공립심상소학교 개편
- 1941년 4월 1일 안평공립국민학교 개편
- 1981년 3월 2일 병설유치원 개원(1학급)
- 1996년 3월 1일 안평초등학교 개편
- 1997년 3월 1일 하령초등학교 분교장 격하 편입
- 1999년 3월 1일 중률초등학교 분교장 격하 편입, 신평분교장 편입
- 1999년 3월 1일 하령분교장 퍠교 및 본교 통폐합
- 1999년 9월 1일 도옥초등학교 분교장 격하 편입
- 2005년 3월 1일 도옥분교장 폐교 및 본교 통폐합
- 2007년 3월 1일 중률분교장 폐교 및 본교 통폐합
- 2022년 2월 10일 제96회 졸업(남 5명, 여 2명, 계 7명, 총 졸업생 6,769명)
- 2022년 3월 1일 제36대 권혜경 교장 부임
- 2022년 3월 1일 6학급(분교 2학급), 유치원 2학급(분교 1학급) 편성

## 학교 상징
- 교화 : 장미
- 교목 : 등나무

## 참고 자료
- 안평초등학교 - 한국교육학술정보원 학교알리미